# Chalcoparia singalensis
La nettarinia guancerosse (Chalcoparia singalensis (J.F.Gmelin, 1789)) è un uccello della famiglia Nectariniidae, unica specie nota del genere Chalcoparia.

## Distribuzione e habitat
La specie è diffusa in Asia meridionale e sud-orientale (Bangladesh, Bhutan, Birmania, Brunei, Cambogia, Cina, India, Indonesia, Laos, Malaysia, Nepal, Thailandia, Vietnam).

## Tassonomia
Sono note le seguenti sottospecie:
- Chalcoparia singalensis assamensis	Kloss, 1930
- Chalcoparia singalensis koratensis	Kloss, 1918
- Chalcoparia singalensis internota	(Deignan, 1955)
- Chalcoparia singalensis interposita Robinson & Kloss, 1921
- Chalcoparia singalensis singalensis (Gmelin, JF, 1789)
- Chalcoparia singalensis sumatrana Kloss, 1921
- Chalcoparia singalensis panopsia Oberholser, 1912
- Chalcoparia singalensis pallida Chasen, 1935
- Chalcoparia singalensis borneana Kloss, 1921
- Chalcoparia singalensis bantenensis (Hoogerwerf, 1967)
- Chalcoparia singalensis phoenicotis (Temminck, 1822)